# Clara Sosa
Pour les articles homonymes, voir Sosa.
María Clara Sosa Perdomo, née le 25 septembre 1991 à Asuncion au Paraguay, est une mannequin paraguayenne. Elle a été couronnée Miss Grand Paraguay 2018 et Miss Grand International 2018. Elle est la première femme paraguayenne à remporter le titre de Miss Grand International.